# Black Maria
Black Maria fou el primer estudi cinematogràfic dels Estats Units, creat el 1893 per Thomas Alva Edison als laboratoris que aquest tenia a West Orange, Nova Jersey.

## Antecedents
L'interès d'Edison pel cinema es remunta a temps anteriors a la creació del Black Maria i a la posterior projecció de les seves pel·lícules mitjançant el cinetoscopi. Amb la comercialització de la bombeta elèctrica, Edison havia aconseguit reunir grans quantitats de diners, que empraria com a fons d'investigació. Amb aquest propòsit, Edison va establir el format de pel·lícula que avui coneixem: el cel·luloide de trenta-cinc mil·límetres d'amplada. Un suport flexible, resistent i transparent, amb perforacions pel seu arrossegament, que demostraria ser idoni per la seva projecció. El proveïdor d'aquest tipus de pel·lícula era l'Eastman Kodak de Rochester.
El fet de tenir el Quinetoscopi va propiciar que Edison (amb la col·laboració d'uns companys seus) comencessin a produir tot un seguit de films, tanmateix, amb les seves bombetes de llum no en tenien prou, així que van decidir obrir el primer estudi cinematogràfic per on entrava la llum solar i on tenien més espai per rodar tot un seguit d'escenes variades.

## Història
A principis del 1893, Edison va fer construir en un pati del seu laboratori de West Orange, Nova Jersey, un estudi on produir les seves pel·lícules. William Kennedy Dickson, mà dreta d'Edison durant la seva aventura cinematogràfica, va denominar el lloc «teatre quinetoscòpic», nom que seria substituït per aquell que li posaria el personal de la casa: Black Maria. Aquest nom és degut a la seva similitud amb els cotxes pel transport de presos, anomenats així en alguns estats. Tanmateix, David Shulman apunta al fet que aquest nom pertanyia, originalment, a un cavall de cursa. Es tractava d'una superestructura de fusta folrada de paper negre, tant per fora com per dins. Aquest interior oferia un fons que donava relleu al moviment dels actors. Tenia la particularitat de tenir un forat abatible al sostre que es podia obrir gradualment, de manera que permetia enregistrar pel·lícules amb llum natural. L'edifici estava ubicat sobre uns riells que permetien girar-lo sobre si mateix, amb l'objectiu de poder aprofitar el màxim de temps possible la llum solar.
Les primeres pel·lícules rodades al Black Maria foren segments de shows de màgia, petites obres, actuacions Vodevil i alguns combats de Boxa. Entre aquestes, destaquen "The Sneeze", un combat entre James Corbett i Peter Courtney i, per acabar, "Serpentine Dance", protagonitzada per Annabelle Whitford.

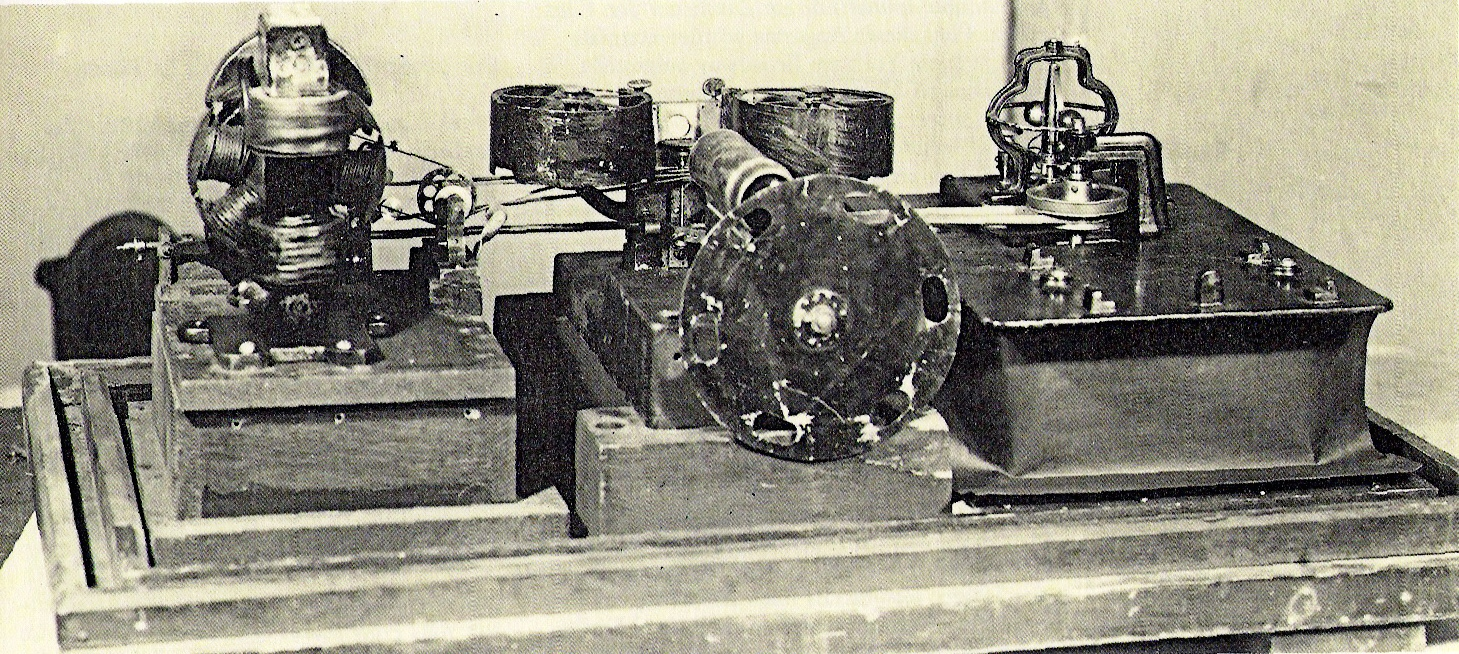
Una de les peces que es poden observar a l'Edison's National Historic Site (on es trobava la rèplica del Black Maria)

El Black Maria va tancar el gener de l'any 1901. Això va ser degut a la compra d'un nou estudi a Nova York per part de Thomas Edison que tenia un terrat de vidre pel qual podia passar la llum solar sense haver de patir les conseqüències del clima. Poc temps després, l'any 1903 es va enderrocar el Black Maria. El Servei de Parcs Nacionals dels Estats Units va crear, el 1954, una reproducció de l'estudi cinematogràfic i, actualment, està reconvertit en l'Edison National Historic Site a West Orange, on es mostren diferents obres d'Edison, així com rèpliques dels seus laboratoris.

## Pel·lícules realitzades
Blacksmith Scene (traduït com Escena de ferrers) és un curtmetratge realitzat per William Kennedy Dickson el 1893. És mut, en blanc i negre, i és destacable per ser la primera pel·lícula exhibida en cinetoscopi, així com l'exemple cinematogràfic més antic d'actors representant a personatges.
Representa una escena quotidiana protagonitzada per dos ferrers (interpretats per Charles Kayser i John Ott, assistents d'Edison). Fou realitzada per ser exposada el 9 de maig de 1893.
Fred Ott's Sneeze (traduït com L'esternut de Fred Ott) és un curtmetratge realitzat per William Kennedy Dickson el 1894. És mut, en blanc i negre, i va ser la primera pel·lícula registrada amb copyright als Estats Units

El curtmetratge Fred Ott's Sneeze en versió gif.

Consisteix en un clip breu de Fred Ott, assistent de Thomas Edison que destacava entre els seus companys per la seva comicitat, posant-se rapè al nas i esternudant. Es va enregistrar entre el 2 i el 7 de gener de 1894, i es va estrenar el 9 de gener del mateix any en una exhibició del cinetoscopi.
The Dickson Experimental Sound Film (traduït com El film experimental sonor de Dickson) és un curtmetratge realitzat entre 1894 i 1895 per William Kennedy Dickson. És el primer film amb so enregistrat en directe.
Neix com a resultat dels intents d'Edison d'unir dos dels seus principals invents: el cinetoscopi, que enregistrava imatges en moviment, i el quinetòfon, que enregistrava so. La seva combinació donaria com a resultat pel·lícules sonores. Degut a les limitacions de l'època, va resultar ser un sistema tosc, i el resultat va quedar en un mer experiment.
En el curt, una parella d'homes balla seguint la música d'un tercer (interpretat per Dickson) que toca el violí, el so del qual és amplificat per una trompa. La imatge era sincronitzada amb una melodia extreta de l'òpera Les campanes de Corneville, composta per Robert Planquette en 1877.
Algun pensador modern, com Vito Russo, ha interpretat la pel·lícula com una mostra primerenca de l'homosexualitat dins del cinema. A l'època, no obstant, era força comú que dues persones del mateix sexe ballessin juntes.